# Division 2 1955-1956
La stagione della Division 2 1955-1956 è stata la diciassettesima edizione della Division 2, la seconda divisione del calcio francese. È stata vinta dal Rennes, che conquista il suo primo titolo.
Capocannoniere del torneo è stato Petrus van Rhijn (Valenciennes), con 32 gol.

## Classifica finale
|  | Pos. | Squadra           | Pt | G  | V  | N  | P  | GF | GS | DR  |
|  | ---- | ----------------- | -- | -- | -- | -- | -- | -- | -- | --- |
|  | 1    | Rennes            | 54 | 38 | 23 | 8  | 7  | 69 | 38 | +31 |
|  | 2    | Angers            | 53 | 38 | 25 | 3  | 10 | 90 | 42 | +48 |
|  | 3    | Valenciennes      | 51 | 38 | 22 | 7  | 9  | 80 | 39 | +41 |
|  | 4    | Béziers           | 51 | 38 | 20 | 11 | 7  | 69 | 43 | +26 |
|  | 5    | Stade Français    | 46 | 38 | 17 | 12 | 9  | 75 | 56 | +19 |
|  | 6    | Olympique Alès    | 45 | 38 | 17 | 11 | 10 | 64 | 51 | +13 |
|  | 7    | Red Star          | 42 | 38 | 16 | 10 | 12 | 76 | 69 | +7  |
|  | 8    | Grenoble          | 39 | 38 | 12 | 15 | 11 | 46 | 41 | +5  |
|  | 9    | Besançon          | 39 | 38 | 14 | 11 | 13 | 54 | 54 | 0   |
|  | 10   | Roubaix-Tourcoing | 36 | 38 | 16 | 4  | 18 | 63 | 64 | −1  |
|  | 11   | Cannes            | 35 | 38 | 13 | 9  | 16 | 48 | 69 | −21 |
|  | 12   | Le Havre          | 34 | 38 | 12 | 10 | 16 | 45 | 47 | −2  |
|  | 13   | Tolone            | 33 | 38 | 10 | 13 | 15 | 54 | 62 | −8  |
|  | 14   | Pays d'Aix        | 32 | 38 | 11 | 10 | 17 | 56 | 69 | −13 |
|  | 15   | Perpignan         | 32 | 38 | 10 | 12 | 16 | 36 | 57 | −21 |
|  | 16   | Rouen             | 31 | 38 | 12 | 7  | 19 | 47 | 56 | −9  |
|  | 17   | Nantes            | 30 | 38 | 10 | 10 | 18 | 54 | 84 | −30 |
|  | 18   | Sète              | 27 | 38 | 10 | 7  | 21 | 42 | 74 | −32 |
|  | 19   | CA Paris          | 26 | 38 | 8  | 10 | 20 | 45 | 66 | −21 |
|  | 20   | Montpellier       | 24 | 38 | 7  | 10 | 21 | 48 | 80 | −32 |

Legenda:
      Promosso in Division 1 1956-1957.
  Partecipa agli spareggi promozione-retrocessione.
      Retrocesse.
Regolamento:
Due punti a vittoria, uno a pareggio, zero a sconfitta.

## Spareggi

### Spareggio promozione-retrocessione
La squadra classificatasi al 3º posto incontra la 16ª classificata di Division 1.
|              | Risultati |              | Luogo e data   |
| ------------ | --------- | ------------ | -------------- |
| Valenciennes | 1-0       | Lilla        | 10 giugno 1956 |
| Lilla        | 2-1       | Valenciennes | 16 giugno 1956 |
| Valenciennes | 4-0       | Lilla        | 25 giugno 1956 |
|              |           |              |                |